# Anatomija t.A.T.u.
Anatomija t.A.T.u. (russ. „Анатомия «Тату»“; zu deutsch Anatomie von t.A.T.u.) ist ein russischer Dokumentarfilm über das Gesangsduo t.A.T.u. aus dem Jahr 2003. Erstmals ausgestrahlt wurde der Film am 12. Dezember 2003 auf dem russischen Privatsender CTC. Im März 2004 präsentierte ihn Regisseur Witali Manski darüber hinaus im Zuge eines Filmfestivals im lettischen Riga. 2004 erschien Anatomija t.A.T.u. auch auf DVD.
Der fast einstündige Film wurde aus 120 Stunden Filmmaterial zusammengeschnitten und zeigt t.A.T.u. während ihrer Promotiontour in den Vereinigten Staaten und bei Konzerten. Außerdem enthalten sind Interviews mit den beiden Sängerinnen Julija Olegowna Wolkowa und Jelena Sergejewna Katina sowie deren Manager und Produzenten Iwan Nikolajewitsch Schapowalow und ihren Eltern.

## Handlung
Der Film beginnt im Frühjahr 2003. t.A.T.u. befinden sich zu diesem Zeitpunkt anlässlich einer Promotiontour für den US-amerikanischen Markt in New York. Bandmanager Iwan Schapowalow entwickelt im Gespräch mit einem Promoter die Idee, anlässlich des Irakkrieges mit dem Anti-Kriegs-Slogan „ХУЙ ВОЙНЕ!“ (CHUJ WOJNE!; auf Russisch sinngemäß „Fick den Krieg!“) für Aufsehen zu sorgen. Später treten die beiden Sängerinnen mit diesem Slogan auf ihren T-Shirts in Fernsehsendungen und bei Autogrammstunden auf.
In den nächsten Aufnahmen werden Wolkowa und Katina in der Hotel-Lobby und auf ihrem Hotelzimmer gezeigt. Zwischen Aufnahmen aus ihrem Alltag wie dem Beziehen ihrer Zimmer, dem Bestellen von Frühstück und Fernsehen werden Interviewschnipsel eingespielt. Wolkowa etwa spricht über ihre erste Schwangerschaft, und weshalb sie sich zu einer Abtreibung entschieden hat, während Katina über ihre Gefühle beim Küssen ihrer Bandkollegin spricht. Beide Mädchen bezeichnen sich als religiös, und Katina versichert, regelmäßig in die Kirche zu gehen. Auch Schapowalow wird ausführlich interviewt und gibt Auskunft über die Umstände der Produktion der ersten t.A.T.u. Single mit dem Titel Ja soschla s uma, und dass das Projekt kurz vor der Auflösung gestanden hatte.
Die Handlung verlagert sich nach Moskau. Im Büro von t.A.T.u.s Management beraten Wolkowa und Katina sowie ihre Eltern mit Schapowalow und weiteren Managern über Wolkowas Gesundheit. Eine Zyste im Hals der Sängerin macht es ihr unmöglich, hohe Kopfstimmtöne zu singen. Es wird über eine Operation beraten, was jedoch dazu führen würde, dass das Duo mehrere Wochen lang nicht auftreten könnte, und auch keine Albumaufnahmen abhalten könnte. Schapowalow warnt, dass t.A.T.u. auf dem Höhepunkt ihrer Popularität auf jeden Fall Präsenz zeigen müssen. Darüber hinaus schätzt ein weiterer Bandmanager, dass jeder Tag des Wartens beide Sängerinnen rund 200.000 Euro an Einnahmen kosten könne. Auch die Teilnahme am Eurovision Song Contest 2003 in Riga, bei dem t.A.T.u. mit dem Lied Ne wer, ne boisja für Russland antreten sollen, steht infrage. Wolkowa versichert, dass sie sich fähig fühlt, dieses Lied trotz ihrer Erkrankung beim Contest zu singen. Schapowalow weist darauf hin, dass es sich um eine nationale Angelegenheit handle: „Wenn mein Mutterland uns aufträgt zu gewinnen, kann ich nicht ablehnen.“ Die Unterredung endet ohne ein klares Ergebnis wie weiter mit der Situation zu verfahren sei. Letztlich kommt es allerdings weder zu einer Operation, noch zu einer Schonung von Wolkowas Stimme durch eine Reduzierung der Auftritte des Duos.
Im weiteren Verlauf des Films werden die letzten Stunden vor dem Eurovision Song Contest in Form eines Countdowns behandelt. Acht Stunden vor Beginn der Show liegt Wolkowa krank im Bett, am vorangegangenen Tag hatte sie nicht an der Generalprobe teilgenommen. Dennoch trägt sie den Titel gemeinsam mit Katina in der Skonto Arena im Zuge des Gesangswettbewerbs vor. t.A.T.u. zeigen sich enttäuscht über den knappen dritten Platz, während ihr Management Gründe für den Misserfolg erörtert. Der Film endet mit Aufnahmen Katinas in der Moskauer Metro und Wolkowas in einem Bus.

## Kritik
Ljudmila Wassiljewna Stebenkowa, Abgeordnete des Moskauer Stadtparlaments und Gesundheitsbeauftragte, forderte eine staatsanwaltschaftliche Prüfung des Films. In einer Szene werden Manager Schapowalow und t.A.T.u.s damalige PR-Managerin und Pressesprecherin Beata Ardeewa beim Rauchen einer Zigarette gezeigt, die wahrscheinlich Marihuana enthielt. Obwohl im Film keine Angaben zur Zigarette gemacht werden, ließe sich aufgrund der Rauchentwicklung und des gezeigten Rauschzustandes der beiden Konsumenten auf eine pflanzliche Droge schließen. Darüber hinaus spricht Julija Wolkowa im Film über ihre Erfahrungen mit Heroin, und sagt, man werde nicht nach dem ersten Mal süchtig, und einmaliger intravenöser Drogenkonsum habe keine negativen Folgen. Dies sahen Stebenkowa und andere Abgeordnete als Verharmlosung von Drogen und somit als Straftat an. Stebenkowa sagte ferner, der Film sei ein krasses Beispiel für Vulgarität und habe verderblichen Einfluss auf die russische Jugend. Letztlich kam es jedoch nicht zu einem Prozess oder einer Zensur beziehungsweise einem Ausstrahlungsverbot des Films.
Mit Inkrafttreten des neuen russischen Mediengesetzes wurde „Anatomija t.A.T.u.“ am 1. September 2012 mit der höchsten der vier neu eingeführten Zensurstufen gekennzeichnet und darf demnach im russischen Fernsehen nicht mehr vor 23:00 Uhr ausgestrahlt werden.

## Veröffentlichung auf DVD
Der Film erschien 2004 unter Verwendung der Eigenschreibweise „Т.А.Т.У. А.Н.А.Т.О.М.И.Я.“ in Russland auf DVD. Unter dem englischen Titel „t.A.T.u. A.N.A.T.O.M.Y.“ wurde der Film auch in den Vereinigten Staaten veröffentlicht. Beide Versionen unterscheiden sich allerdings lediglich durch ihr russischsprachiges beziehungsweise englischsprachiges Menü und die auf der DVD-Hülle verwendete Sprache und sind jeweils wahlweise mit englischen Untertiteln ausgestattet.